# جبل نام
جبل نام (عند أهل المعاني جبل نامسان بمعنى "جنوب الجبل") هو قمة يبلغ ارتفاعها 262 مترا (860 قدم، في منطقة جونغ غو في جنوب وسط سيول في كوريا الجنوبية. على الرغم من أنه كان يعرف في الماضي باسم مونغ ميوكسان أو 목멱산 (موكونسان)، أصبح يشار إليه الآن باسم إم تي نامسان. ويوفر الجبل بعض مناطق التنزه والفسحة وإطلالات على أفق وسط مدينة سول. يقع برج إن سيول على قمة جبل نامسان.
ويعد الجبل والمناطق المحيطة به ضمن مخصصات حديقة نامسان، وهي حديقة مدنية عامة تحتفظ بها حكومة المدينة وتتمتع بإطلالات بانورامية على سيول. بالإضافة إلى كونها موقعا لمحطة الإشارة الدخانية المسماة Mongmyeoksan Bongsudae والتي كانت جزءًا من نظام اتصالات الطوارئ خلال حقبة مديدة من تاريخ سيول حتى عام 1985. من عام 1925 إلى عام 1945، كان مزار شنتو المعروف باسم كان ضريح تشوسن يقع على جبل نامسان.
في عام 2011، أجري معهد سيول للتنمية دراسة استقصائية شملت 800 شخص و 103 من المخططين المعماريين والمهندسين المعماريين. اعتبر جبل نامسان الموقع الأكثر جمالاً في سيول بنسبة 62.8 في المائة من السكان و 70.9 في المائة من الخبراء الذين شملهم الاستطلاع.
تم استخدام الحديقة والنافورة كموقع تصوير للدراما الكورية عشاق في باريس لقناة إس بي إس.
كما يذكر جبل نامسان في النشيد الوطني لكوريا الجنوبية.

## الجذب السياحي
- برج إن سول (Ntower): يصل ارتفاعه إلى 480 متراً فوق مستوى سطح البحر، على مساحة 90 متراً مربعاً من جبل نامسان حيت يعد معلمة ميزة للجبل ومدينة سول
- برج المراقبة في برج سول: يحتوي برج إن سول على منصة مراقبة حيث قام الناس بتثبيت الأقفال كرمز للعشاق. حيت يتعهد بعض الأزواج الذين يزورون المكان بالوفاء بحبهم لبعضهم البعض وهم يغلقون قفلا مع رسالة قصيرة على السكة.
- قرية نامسان هانوك: في عام 1990، وللمرة الأولى تم الترويج لها كمكان جذب سياحي مميز. لذلك أعادت سول 24,180 فدانًا من الأراضي التي تضررت لفترة طويلة كما أعيد تجديد الحديقة التقليدية، ونقل واستعادة خمسة مباني هانوك تقليدية.

## وصلات خارجية
- الصفحة على موقع "الحياة في كوريا" (بالإنجليزية)
- الموقع الرسمي لمنتزه جبل نام (بالإنجليزية)